# Liste der Biografien/Anj
Liste der Biografien |
Portal Biografien |
Personensuche
# |
A |
B |
C |
D |
E |
F |
G |
H |
I |
J |
K |
L |
M |
N |
O |
P |
Q |
R |
S |
T |
U |
V |
W |
X |
Y |
Z |
?
 
Aa |
Ab |
Ac |
Ad |
Ae |
Af |
Ag |
Ah |
Ai |
Aj |
Ak |
Al |
Am |
An |
Ao |
Ap |
Aq |
Ar |
As |
At |
Au |
Av |
Aw |
Ax |
Ay |
Az
 
Ana–Anc |
And |
Ane |
Anf |
Ang |
Anh |
Ani |
Anj |
Ank |
Anl |
Anm |
Ann |
Ano |
Anp |
Anq |
Anr |
Ans |
Ant–Anz
Die Liste der Biografien führt alle Personen auf, die in der deutschsprachigen Wikipedia einen Artikel haben. Dieses ist eine Teilliste mit 19 Einträgen von Personen, deren Namen mit den Buchstaben „Anj“ beginnt.

## Anj

### Anja
- Anjaiah, T. (1929–1986), indischer Politiker und Gewerkschafter
- Anjani (* 1959), US-amerikanische Sängerin und PianistinAnjani (* 1959)

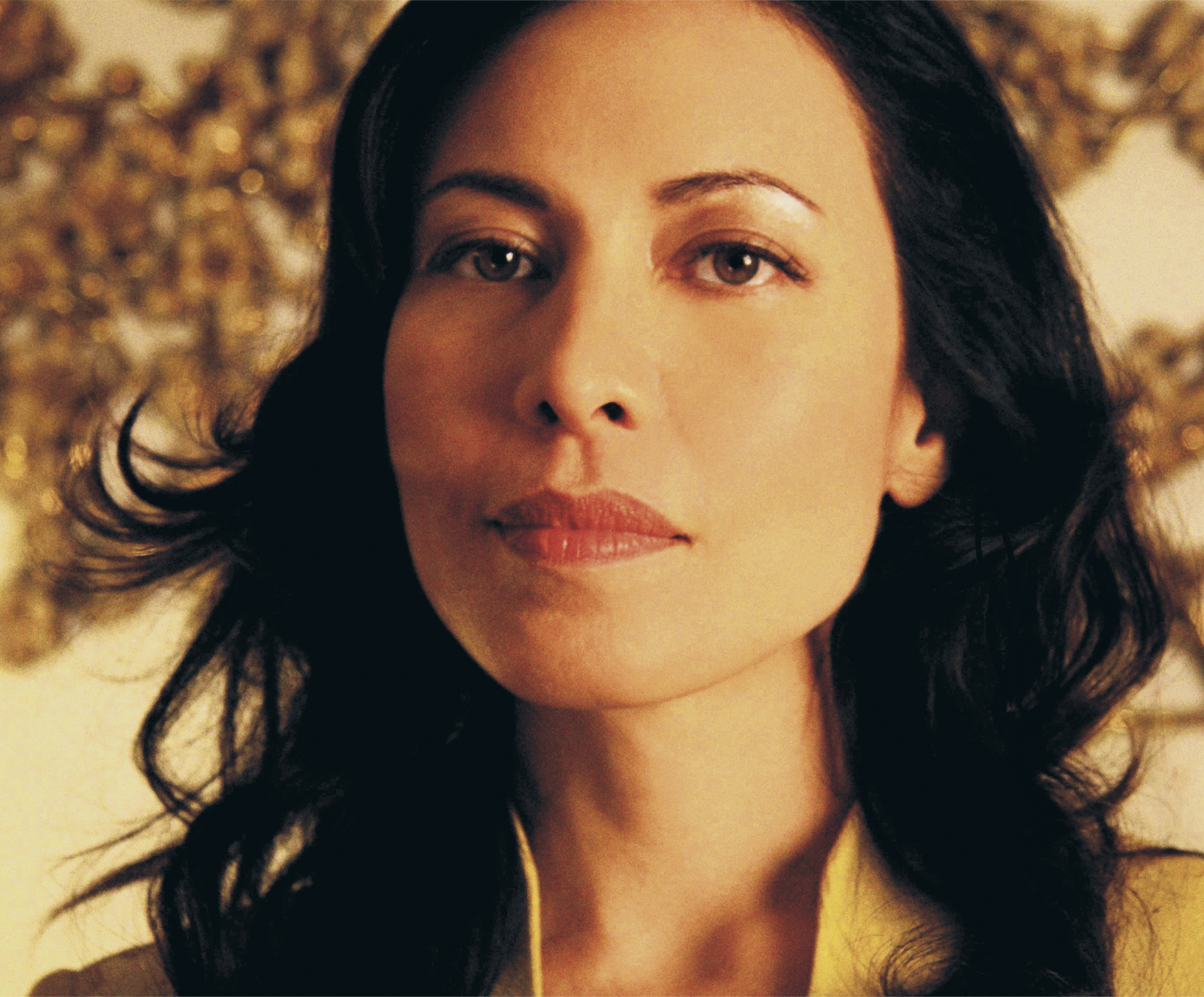
Anjani (* 1959)

### Anje
- Anjema, Laurens Jan (* 1982), niederländischer Squashspieler
- Anjembe, Josza (* 1982), französische Filmregisseurin und Journalistin
- Anjembe, Timothy (* 1987), nigerianischer Fußballspieler

### Anjo
- Anjō, Mika (* 1980), japanische Badmintonspielerin
- Anjorin, Faustino (* 2001), englischer Fußballspieler
- Anjos, Assunção dos (1946–2022), angolanischer Diplomat und Politiker
- Anjos, Augusto dos (1884–1914), brasilianischer Dichter
- Anjos, Ciro dos (1906–1994), brasilianischer Jurist, Journalist und Schriftsteller
- Anjos, Eduardo dos, osttimoresischer Politiker und Unabhängigkeitskämpfer
- Anjos, Virgílio dos (1953–2010), osttimoresischer Freiheitskämpfer
- Anjotef IV., altägyptischer König der 13. Dynastie
- Anjou, Brittany (* 1984), amerikanische Jazzmusikerin (Piano, Vibraphon, Komposition)
- Anjou, Lars Anton (1803–1884), schwedischer lutherischer Theologe, Bischof und Politiker
- Anjou, Pjotr Fjodorowitsch (1796–1869), russischer Admiral und Polarforscher

### Anju
- Anjukow, Alexander Gennadjewitsch (* 1982), russischer Fußball-Nationalspieler
- Anjum, Rehan (* 1986), pakistanischer Stabhochspringer
- Anjuman, Nadia (1980–2005), afghanische Lyrikerin und Journalistin